# Lyncée (fils d'Égyptos)
Pour les articles homonymes, voir Lyncée.
 (septembre 2009).
Si vous disposez d'ouvrages ou d'articles de référence ou si vous connaissez des sites web de qualité traitant du thème abordé ici, merci de compléter l'article en donnant les références utiles à sa vérifiabilité et en les liant à la section « Notes et références ».
Dans la mythologie grecque, Lyncée (en grec ancien Λυγκεύς / Lugkeús) est un des cinquante fils d'Égyptos. Comme ses frères, il épouse l'une des Danaïdes, en l'occurrence Hypermnestre. Mais la nuit de ses noces, comme il lui laisse sa virginité, Hypermnestre l'épargne et l'aide à s'enfuir, alors que tous ses autres frères périssent, tués par leurs épouses.
Lyncée reviendra plus tard en Argos et vengera ses frères en tuant toutes celles qui avaient failli, ainsi que leur père Danaos qui leur avait ordonné ces meurtres. Il devint roi d'Argos, aux côtés d'Hypermnestre, et eut pour successeur un fils, Abas.